# Betamorpha characta
Betamorpha characta là một loài chân đều trong họ Munnopsidae. Loài này được Hessler & Thistle miêu tả khoa học năm 1975.